# Gradbena fakulteta v Mostarju
Gradbena fakulteta (izvirno hrvaško Građevinski fakultet u Mostaru), s sedežem v Mostarju, je fakulteta, ki je članica Univerze v Mostarju.